# Argumentum ad dictionarium
Argumentum ad dictionarium (beroep op het woordenboek) of ook wel in het Engels de Appeal to Definition Fallacy is een drogreden waarbij de woordenboekdefinitie van een term als bewijs wordt aangevoerd dat die term geen andere of ruimere betekenis kan hebben. Daarmee wordt eraan voorbijgegaan dat beschrijvingen in woordenboeken vaak beknopt zijn en dus niet een volledig begrip van een bepaalde term verschaffen.
Als een vorm van gezagsargumentatie kan deze drogreden ook worden beschouwd als een variant van het argumentum ad verecundiam.